# Helina lenta
Helina lenta este o specie de muște din genul Helina, familia Muscidae, descrisă de Mary Katherine Curran în anul 1938.
Este endemică în Congo. Conform Catalogue of Life specia Helina lenta nu are subspecii cunoscute.